# Subotica
Subotica (Суботица) er en by i det autonome område Vojvodina i Serbien. Byen nævnes første gang den 7. maj 1391, men det menes, at byen er ældre end det. Det er bevist, at mennesker har boet her allerede for 3000 år siden. Byen lå på vejen mellem Europa og Asien og på grænsen mellem to stormagter Østrig-Ungarn og det Osmanniske Rige.
I den evige menneskevandring er der mange nationaliteter, som er kommet til byen: serbere, ungarere, tyskere, slovakker, jøder, grækere mm. Siden byens første navn Zabat i året 1391 er byens navn udskiftet mere end 200 gange, blandt andet til: Szent-Maria, Maria-Theresiopolis, Maria Theresiastadt, Szabadka og endelig Subotica.
Ved slutningen af den 1. verdenskrig kom de franske styrker til Subotica den 13. november 1918. I parlamentet i Novi Sad blev der den 25. november 1918 erklæret forening af Banat, Bačka og Baranja med Kongeriget af Serbere, Kroatere og Slovenere, mens den endelige grænse blev fastsat den 4. juni 1920.
I starten af den 2. verdenskrig, den 12. april 1941, blev Subotica besat af ungarske fascister og byen blev befriet den 10. oktober 1944 af partisanerne og Den Røde Hær.
Serbisk sprog er det mest anvendte sprog i det daglige liv. Ungarsk sprog bruges også af næsten en tredjedel af befolkningen i deres daglige samtaler. Begge sprog er også meget beskæftiget i kommerciel og officiel skiltning 